# Luka Modrić
Luka Modrić (pronunciación en croata: /lûːka mǒːdritɕ/; Zadar, 9 de septiembre de 1985) es un futbolista croata que juega como centrocampista en el A. C. Milan de Serie A de Italia.
Fue ganador del Balón de Oro y obtuvo el Premio The Best (al mejor) jugador del mundo según la FIFA en 2018.
Con 28 títulos es el jugador con más títulos logrados a lo largo de la historia en el Real Madrid C. F. Puede desempeñarse en todas las posiciones del centro del campo, principalmente como volante central, mediocampista ofensivo o incluso extremo.
Modrić se incorporó con tan solo 16 años a las categorías inferiores del Dinamo Zagreb, club en el que, tras dos cesiones, conquistó un total de seis títulos antes de ser traspasado al Tottenham Hotspur F. C. a mediados de 2008. En Londres permaneció por cuatro temporadas antes de recalar en el Real Madrid C. F, conquistando apenas unas horas después de la confirmación de su traspaso la Supercopa de España. En su segunda temporada, conquistó la Copa del Rey y la Liga de Campeones de la UEFA.
Modrić es internacional con la selección de Croacia desde 2006. Con su selección nacional ha disputado tres Copas del Mundo y tres Eurocopas, destacando sobre todo sus actuaciones en la Euro de 2008, donde formó parte del equipo ideal del torneo organizado por la UEFA y en el Mundial de Rusia 2018, donde consiguió un histórico subcampeonato y además fue premiado con el Balón de Oro al mejor jugador del torneo.
Es uno de los jugadores miembro del FIFA Century Club, formado por aquellos futbolistas con más de cien partidos internacionales con su selección. Sus 181 partidos le colocan 17.º en el listado a fecha de 2023, siendo el jugador que más partidos ha disputado en la historia de la selección de Croacia.
El 24 de septiembre de 2018 fue proclamado como el Premio The Best al mejor jugador de la temporada según la FIFA y el 3 de diciembre de 2018 fue galardonado con el Balón de Oro al mejor futbolista del año, quedando por encima de Cristiano Ronaldo y del francés Antoine Griezmann, respectivamente. Este último galardón convirtió a Modrić en el primer jugador distinto a Lionel Messi o a Cristiano Ronaldo en ganar el premio desde que lo hiciera el brasileño Kaká en el año 2007, rompiendo así con la hegemonía de una década del argentino y el portugués.
Es el futbolista más laureado en la historia del Real Madrid C. F. y el más laureado en la historia de su país, y también es uno de los diez futbolistas con más títulos internacionales en la historia del fútbol, con 17 títulos internacionales de 34 títulos oficiales.

## Trayectoria

### Inicios y desarrollo en los Balcanes
Luka Modrić nació en la ciudad adriática de Zadar, en la aquel entonces Yugoslavia. Cuando era pequeño, él y su familia fueron desplazados durante la Guerra croata de Independencia, debiendo vivir en hoteles en compañía de otros refugiados. El abuelo de Luka Modrić y otros seis civiles ancianos fueron ejecutados por los milicianos serbios de Krajina en diciembre de 1991 en el asentamiento de Jasenice y sus casas fueron quemadas.
Tras el fin de la guerra, les fue devuelta su casa en el pueblo de Zaton Obrovacki, pero Modrić decidió permanecer en Zadar para jugar al fútbol. Su padre, que trabajaba como técnico aeronáutico en el aeropuerto de esa ciudad, y su madre, una costurera, decidieron apostar por él pese a la modesta situación económica de la familia. Fue así como con dieciséis años Modrić fichó por el Dinamo de Zagreb.
Sin embargo, Luka partió cedido al H. Š. K. Zrinjski Mostar, equipo de Bosnia-Herzegovina con el que disputó su primer partido como futbolista profesional, el 3 de agosto de 2003 contra el Borac Banja Luka, resultando vencedor su equipo por marcador de 2 a 1. Modrić permaneció sólo una temporada en el club de Mostar, al cabo de la cual fue elegido mejor jugador de la Liga Bosnia.
Tras su primera experiencia como profesional en el fútbol bosnio, Modrić regresó a Croacia cedido en el Inter Zaprešić, equipo con el que acabó segundo en la Prva HNL.
Tras las dos cesiones, Luka regresó a su club de origen. La temporada 2005/06 el Dinamo Zagreb conquistó la Liga de Croacia, también conocida como Prva HNL. Modrić, que anotó un total de 7 tantos en la competición, se hacía así con el primer título de su carrera como profesional.
La temporada siguiente, el Dinamo repitió el título de Liga conquistando además la Copa de Croacia. Mientras que a nivel individual, Modrić fue elegido como el Jugador del año del campeonato local.
El curso 2007/08 sería el último de Luka con el Dinamo Zagreb, en él que volvió a conseguir los mismos títulos de la pasada campaña, cerrando su etapa en el club donde se formó como futbolista con un palmarés que incluía tres Ligas y dos Copas de Croacia, además de una Supercopa conquistada en 2006.

### Consagración en el Tottenham Hotspur Football Club

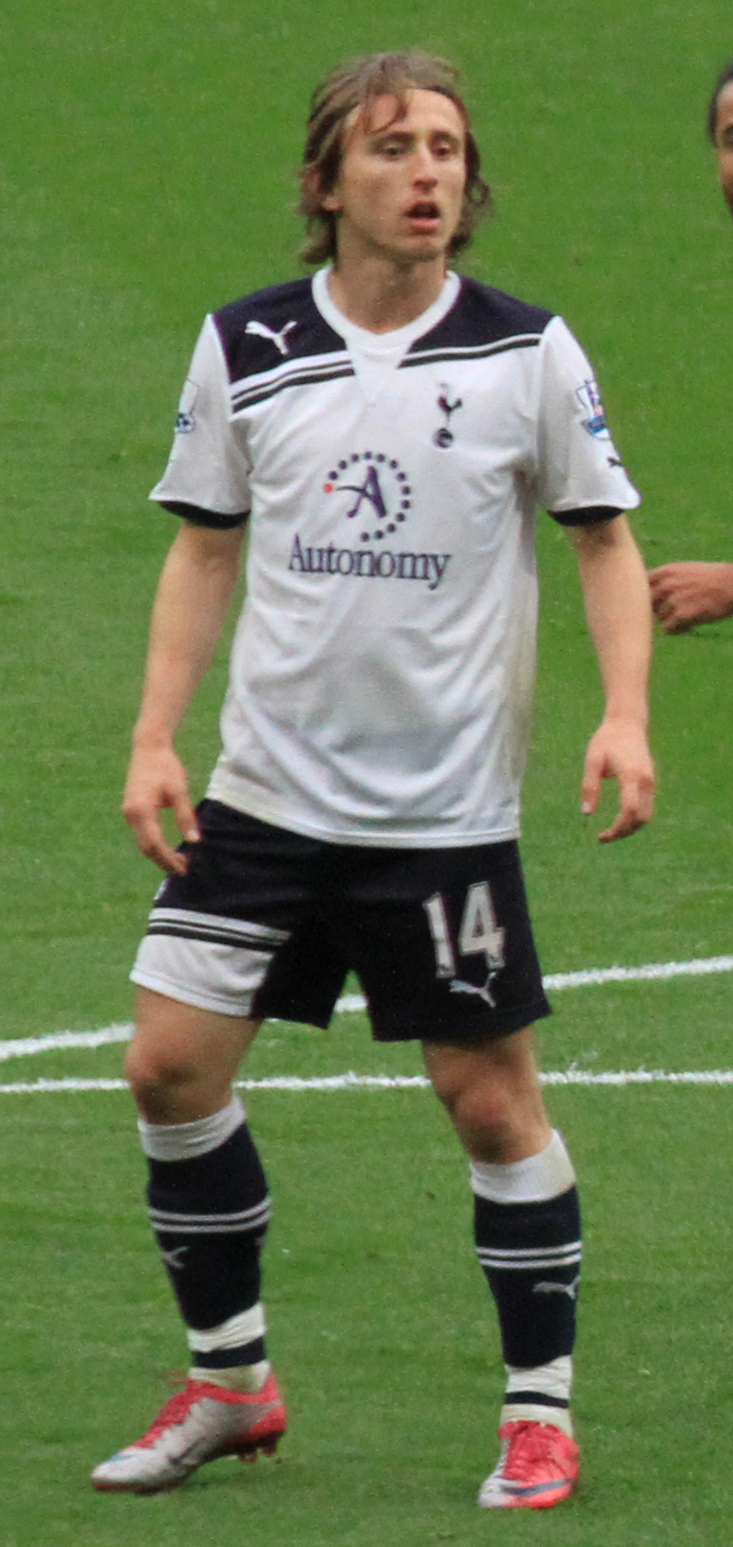
Modrić durante un partido ante el Arsenal Football Club.

Tras despertar el interés de varios clubes europeos, finalmente Modrić fichó por el Tottenham Hotspur Football Club de la Premier League, siendo confirmado su traspaso de manera oficial el día 26 de abril de 2008. El club cifró la operación en 16,5 millones de libras (unos 20 millones de euros), por lo que Modrić igualó el fichaje de Darren Bent, que hasta ese momento era el más costoso en la historia de los Spurs. Otros medios de prensa tasaron el traspaso en unos 27 millones de euros. El debut de Modrić ocurrió el 16 de agosto de ese año, en un partido contra el Middlesbrough que acabó con derrota de 2 a 1 para su equipo.
A comienzos de su primera temporada en Londres, el centrocampista croata sufrió una lesión de rodilla, situación que coincidió con el hecho de que algunos medios de comunicación le etiquetaran de «demasiado ligero» para una competición como la Premier. También tuvo que enfrentar la salida de unas de las personas que más insistió por su contratación, la del entrenador Juande Ramos, que fue sustituido por el inglés Harry Redknapp. Modrić definió ese momento como de «incertidumbre».
El 18 de diciembre de 2008, durante un partido de la fase de grupos de la Europa League contra el Spartak de Moscú, Modrić anotó su primer gol oficial con el Tottenham. Los rusos se habían adelantado por marcador de 0 a 2 en el primer tiempo, pero Modrić, en el minuto 67, descontó a favor de su equipo. Siete minutos más tarde Huddlestone marcaba el tanto del empate para certificar así la clasificación de los spurs a la siguiente ronda. Sólo tres días después, el 21 de diciembre ante el Newcastle United, Modrić marcó su primer tanto en la Premier.
El croata también consiguió estrenarse como goleador en la FA Cup. Lo hizo en un triunfo por 3 a 1 sobre el Wigan.
Desde la llegada de Redknapp, Modrić adquirió más libertad en ataque, lo que le llevó, además de a marcar sus primeros goles con el Tottenham, a firmar actuaciones que fueron elogiadas por la prensa británica, como ante Stoke City, Hull City o Chelsea, marcando en este último partido el tanto de la victoria por 1 a 0.
Modrić acabó la temporada con un total de cinco goles en 44 partidos.
El 29 de agosto de 2009, durante un encuentro ante el Birmingham, el croata se retiró del césped con una sospecha de lesión en la pantorrilla. Al día siguiente, el club informó que Modrić había sufrido una fractura en el peroné derecho. Tras casi cuatro meses de inactividad —inicialmente serían seis semanas—, Modrić disputó su primer partido de la temporada en la Premier el 28 de diciembre, ante el West Ham United en White Hart Lane, encuentro en el que, además, anotó uno de los tantos de su equipo en la victoria por 2 a 0.
Durante ese curso, clubes como el Manchester United o Chelsea se interesaron por tener al croata entre sus filas, pero sus intereses se vieron truncados cuando, el 30 de mayo de 2010, Modrić amplió su contrato con el club hasta el año 2016. «Quiero alcanzar un gran éxito aquí», manifestó tras la renovación.
El 11 de septiembre de 2010, Modrić anotó su primer gol de la temporada, durante un partido ante el West Bromwich Albion que culminó con empate a 1. Durante ese encuentro, tuvo que ser sustituido en el minuto 32 de la primera parte debido a un golpe sufrido en la misma pierna que se había lesionado la pasada campaña, pero rápidamente se confirmó que no tendría su mismo impacto.
Semanas después, el 24 de noviembre, consiguió marcar su primer gol en Liga de Campeones ante el Werder Bremen, en una victoria por 3 a 0.
En enero de 2011, tras un empate a cero ante el Manchester United en casa, Harry Redknapp, su entrenador, le elogió: «Luka es increíble. Es de otro planeta, está en otro nivel. Es un futbolista fantástico y un chico fantástico».
Durante la temporada, Modrić disputó un total de 32 partidos en la Premier, anotando tres goles y registrando dos asistencias, además de lograr el promedio más alto de su equipo en cuanto a pases por partido: 62,5, con una tasa de precisión del 87,4%.
En el verano de 2011 el Chelsea volvió a la carga en su intento de fichar al croata, haciendo una oferta de £27 millones que fue rechazada por la dirigencia del Tottenham. Ante esta situación, Modrić pidió a su club, mediante un transfer request, que permitiese su traspaso al equipo blue. «Sabemos que Luka quiere irse, pero escribirlo en un papel no cambia mucho nuestra postura», afirmó Redknapp, que también se opuso a la salida de Modrić. El último día antes de que se cerrase el mercado, los spurs volvieron a rechazar una oferta del Chelsea, esta vez de £40 millones.
Tras no concretarse sus aspiraciones de cambiar de equipo, Modrić acabó quedándose en el Tottenham. El 18 de septiembre de 2011, anotaba su primer tanto de la temporada en la goleada por 4 a 0 de los Spurs sobre el Liverpool.
El 2 de mayo de 2012, durante una victoria de 1 a 4 contra el Bolton, Luka marcaría su último gol con la camiseta del Tottenham, tras cuatro temporadas con el club. Tras finalizar esa temporada, el Real Madrid C. F. mostró un claro interés por hacerse con sus servicios. Modrić correspondió a este interés e hizo una serie de acciones para presionar a la dirigencia del equipo londinense, declarándose en un estado de rebeldía.

### Sus años dorados en el Real Madrid Club de Fútbol

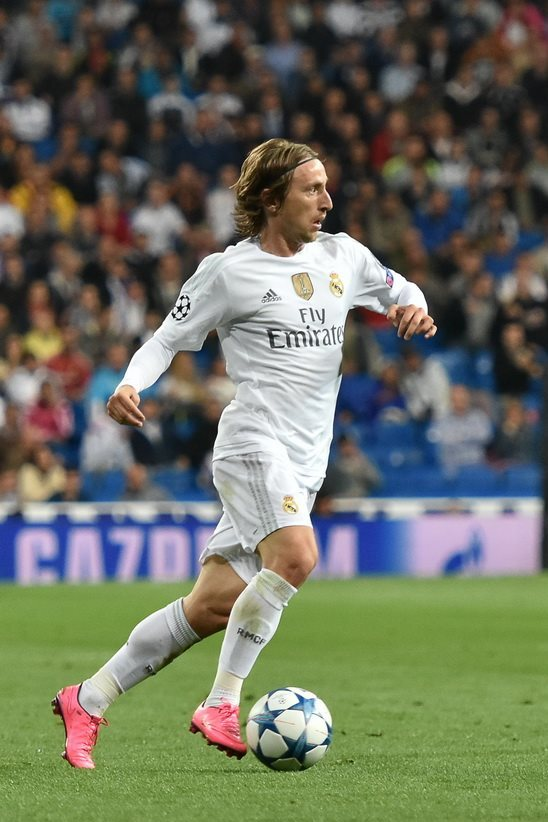
Modrić durante un partido en Madrid.

El 27 de agosto de 2012, luego de varias semanas de negociaciones, el Real Madrid C. F. anunció de manera oficial, a través de su página web, el fichaje de Modrić. El traspaso se cifró en 42 millones de euros, los que podrían incrementarse en incentivos y variables según el rendimiento del futbolista. Ese mismo día el croata firmó el contrato que le unirá al club durante las próximas cinco temporadas: «es uno de los días más felices de mi carrera», declaró Modrić.
Modrić debutó con el cuadro blanco solo dos días más tarde, en el partido de vuelta de la Supercopa de España contra el Fútbol Club Barcelona. Modrić saltó al césped del Estadio Santiago Bernabéu en el minuto 83 reemplazando a Özil, en un encuentro que acabó con victoria de 2 a 1 favorable a su equipo, resultado con el cual conquistaron el título.
El 2 de septiembre, ante el Granada en el tercer partido de Liga, Modrić disputó su primer partido como titular, recibiendo buenas críticas de los medios deportivos.
Su primer tanto con la camiseta madridista lo marcó el 3 de noviembre contra el Real Zaragoza. Modrić anotó con un disparo de zurda a la entrada del área para poner así el 4 a 0 definitivo en el marcador. El 31 de diciembre de 2012, Modric fue elegido el peor fichaje del año por los lectores del diario Marca.
El 5 de marzo de 2013, brilló en la vuelta de octavos de Liga de Campeones de la UEFA ante el Manchester United Football Club en Old Trafford. Modrić revolucionó el partido con su entrada en el minuto 59 marcando además el tanto del empate con un derechazo desde fuera del área que describió una preciosa rosca para batir a David De Gea. El Madrid acabó imponiéndose por 1 a 2 clasificándose así para los cuartos de final del torneo.
Durante su primera temporada en España Modrić se transformó en un habitual en el once titular, disputando un total de 53 partidos en todas las competiciones, en los cuales marcó cuatro tantos, curiosamente, todos con remates desde fuera del área.
El 10 de diciembre de 2013, contra FC Copenhague en el Parken Stadion, Modrić marcó su primer tanto de la temporada. El croata, tras amagar ante un contrario, se sacó un colocado remate de derecha que se metió por la escuadra de la portería defendida por Wiland. Su gol, según diversos medios deportivos, sirvió para certificar su gran momento en el equipo blanco, el que ya había sido reconocido por la afición madridista en varios partidos ligueros, mediante cánticos y ovaciones.
Los elogios para Modrić no se detuvieron en 2014, siendo destacado por diversos medios de prensa tras un partido ante el Espanyol en Cornellà, en el que asistió a Pepe en el único tanto del encuentro. Volvió a ser elogiado solo días después tras una victoria por 0 a 5 de su equipo ante el Betis en el Benito Villamarín. El croata, que colaboró con una nueva asistencia, fue destacado por Carlo Ancelotti en rueda de prensa: «la ayuda que han dado los medios, sobre todo Modrić, ha sido muy buena», aseguró el italiano.
El 15 de febrero marcó su primer gol de la temporada en Liga, lo hizo contra el Getafe C. F. en el Coliseum de Getafe.
El 17 de agosto de 2019, en el primer partido de liga de la temporada 2019-20, recibió la primera roja directa de su carrera después de darle un pisotón a Denis Suárez en el tobillo. Aunque en previas temporadas el incidente no hubiera resultado en una expulsión automática, el reglamento de la CTA apuntaba a ese castigo: "Las faltas por detrás (al tendón de Aquiles) serán castigadas con tarjeta roja". Modrić se retiró del encuentro contra el Celta de Vigo en el minuto 56 y el partido terminó con una victoria 3-1 para su equipo.
El 8 de enero de 2020 en la semifinal de la Supercopa de España contra el Valencia Club de Fútbol, anotó el gol número 100 de su carrera como futbolista profesional.
En 2022, se proclamó campeón de la Supercopa de España al vencer al Athletic Club, anotando el primer tanto del encuentro a pase de Rodrygo Goes. El tanto fue el número 9000 en competición oficial del club.
Fue designado como el sexto mejor jugador de la temporada por el diario Marca, con podio copado por sus compañeros Karim Benzema, Thibaut Courtois y Vinícius Júnior, que les reflejaba como los más destacados del equipo de la temporada.
El 28 de octubre de 2023 jugó su partido número 500 con la camiseta del Real Madrid ante el Fútbol Club Barcelona en El Clásico de Liga, en un encuentro que acabó 1-2 con victoria para los madridistas. Es el cuarto jugador extranjero que alcanza esta cifra de partidos tras Roberto Carlos, Marcelo y Karim Benzema.
El 1 de junio de 2024, junto a Toni Kroos, Nacho y Carvajal, ganó su sexta Liga de Campeones, superando al F. C. Barcelona con 5, igualando al Bayern de Múnich y al Liverpool F. C. con 6 y situándose a un solo título del A. C. Milan con 7.
El 14 de agosto de 2024 volvió a ganar la Supercopa de Europa, alcanzando de esta forma los 27 trofeos con el club, superando a Nacho y convirtiéndose así en el jugador con más títulos en su haber en la institución. 
Finalmente, el 19 de octubre de 2024, durante el partido de Liga correspondiente a la jornada 10 frente al Celta de Vigo, consiguió superar con 39 años y 40 días a Ferenc Puskás para convertirse en el jugador más veterano en la historia del Real Madrid en jugar un partido con la elástica merengue.
El 3 de enero de 2025 se convirtió en el goleador más veterano de la entidad al marcar gol frente al Valencia C. F., superando así a Puskas con 39 años, 3 meses y 23 días.
El 22 de mayo de 2025, en un comunicado hecho en su cuenta de Instagram, confirmó su salida del club blanco tras 13 temporadas, siendo la Copa Mundial de Clubes de la FIFA 2025 su ultima competencia con el equipo, donde caerían derrotados 4-0 contra el Paris Saint-Germain en el duelo de semifinales. Luka Modric ha puesto fin a sus 13 años de carrera en el Real Madrid, convirtiéndose en el jugador con más títulos en la historia del club español: 28 en total. Modric disputó 597 partidos oficiales con el Real Madrid, anotando 43 goles. Cosechó 394 victorias, 102 empates y 101 derrotas.

«Ha llegado el momento que nunca quise alcanzar, pero ha sido un viaje largo pero maravilloso. Lo primero que quiero agradecer al club, al presidente Florentino Pérez. Me gustaría agradecer a todos los entrenadores a lo largo de los años, a los compañeros de equipo que me han apoyado y a las personas que me han ayudado. Muchas gracias desde el fondo de mi corazón. A mi familia también. Ganamos mucho, tuvimos momentos maravillosos. Es el amor que me has dado durante todos estos años. No hay palabras para agradecerte todo lo que me has dado a lo largo de los años. Quiero decir una frase que vi y me gustó: No llores porque se terminó, sonríe porque sucedió. Hala Madrid y nada más».
Luka Modric, Anunció su adiós al Real Madrid

### A. C. Milan
El A. C. Milan anunció oficialmente el 14 de julio de 2025 que había firmado un contrato de un año con el club, con opción a una renovación para una segunda temporada. En el conjunto rossoneri, Modric lucirá la camiseta número 14, dorsal que ya ha lucido en el Tottenham y con la selección croata.

## Selección nacional

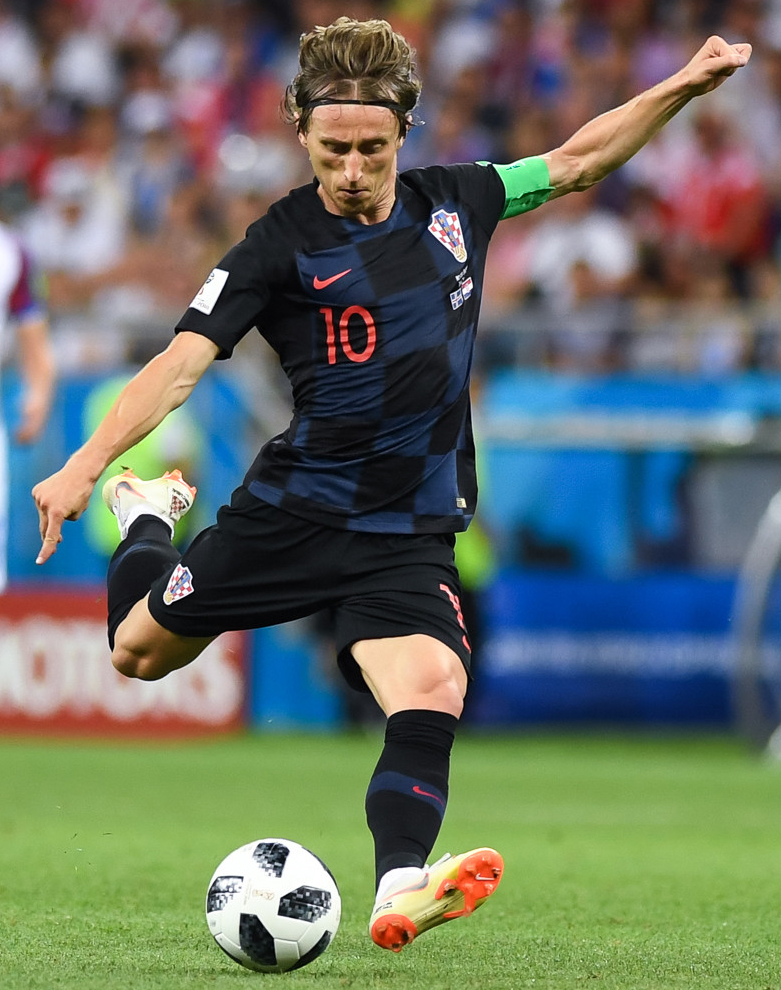
Modrić durante un partido en 2018.

Modrić debutó con la selección absoluta de Croacia el 1 de marzo de 2006 en un amistoso ante Argentina que culminó con victoria 3-2 para su seleccionado. Tras su rápida adaptación al sistema de juego de la selección, Modrić se ganó un lugar en la lista final de jugadores que representarían a Croacia en la cita mundialista de Alemania ese mismo año.
El jugador participó por primera vez en una Eurocopa en la edición de 2008. Su debut se produjo en el primer partido de su grupo, donde Modrić marcó el tanto de la victoria por 0 a 1 ante Austria.
Participó también en la Eurocopa 2012, donde jugó los tres partidos de la fase de grupos. Croacia ganó su primer partido ante Irlanda y empató el segundo ante Italia, pero no logró clasificarse a los cuartos de final del torneo tras perder con España por 1-0 en el último encuentro con gol de Jesús Navas.
El 14 de mayo de 2014, Modrić fue incluido en la lista preliminar de 30 jugadores que representaron a Croacia en la Copa Mundial de 2014 en Brasil, siendo ratificado en la lista final de 23 futbolistas el 31 de mayo. En la Copa del Mundo celebrada en tierras brasileñas, la selección croata perdió en su debut ante el anfitrión Brasil. Sin embargo, y tras la vuelta de su goleador Mario Mandžukić, que se había perdido el primer partido por suspensión, el equipo goleó por 4-0 a Camerún. No obstante, esta victoria no serviría ya que en el último juego Croacia fue derrotado por México, lo que significó una nueva temprana eliminación para los balcánicos.
El 4 de junio de 2018, el seleccionador Zlatko Dalić lo incluyó en la lista de 23 para el Mundial.
Tuvo una destacada actuación con el dorsal 10 y la cinta de capitán en el conjunto que conduce Zlatko Dalic, resultó la usina de fútbol en la sorprendente Copa del Mundo que edificó Croacia, que consiguió ser finalista por primera vez en su historia. Convirtió dos goles (uno a la Argentina y otro a Nigeria de penalti) y fue el gran comandante de la avanzada balcánica, lo que le valió su nominación para finalmente ganar el Balón de Oro al mejor jugador del torneo, sin ser nominado al año siguiente entre los finalistas debido a las lesiones que le mantuvieron inactivo.
El 27 de marzo de 2021, en un partido contra Chipre de clasificación para el Mundial de 2022, se convirtió en el jugador con más partidos de la historia de su selección, superando las 134 presencias de Darijo Srna.
Fue partícipe de la Copa Mundial Catar 2022 donde al igual que en Rusia 2018 pudo jugar con Croacia los siete partidos de la copa del mundo, donde caería en semifinales contra Argentina y posteriormente ganaría a Marruecos el partido por el tercer lugar, logrando la hazaña de poder meter al equipo croata en el podio mundialista en dos ediciones consecutivas.

#### Participaciones en fases finales
| Mundial                             | Sede              | Resultado        | Partidos | Goles |
| ----------------------------------- | ----------------- | ---------------- | -------- | ----- |
| Copa Mundial 2006                   | Alemania          | Fase de grupos   | 2        | 0     |
| Copa Mundial 2014                   | Brasil            | Fase de grupos   | 3        | 0     |
| Copa Mundial 2018                   | Rusia             | Subcampeón       | 7        | 2     |
| Copa Mundial 2022                   | Catar             | Tercer puesto    | 7        | 0     |
| Eurocopa                            | Sede              | Resultado        | Partidos | Goles |
| Eurocopa 2008                       | Austria y Suiza   | Cuartos de final | 3        | 1     |
| Eurocopa 2012                       | Polonia y Ucrania | Fase de grupos   | 3        | 0     |
| Eurocopa 2016                       | Francia           | Octavos de final | 3        | 1     |
| Eurocopa 2020                       | Europa            | Octavos de final | 4        | 1     |
| Eurocopa 2024                       | Alemania          | Fase de grupos   | 3        | 1     |
| Liga de Naciones de la UEFA         | Sede              | Resultado        | Partidos | Goles |
| Liga de Naciones de la UEFA 2018-19 | Europa            | Fase de grupos   | 4        | 0     |
| Liga de Naciones de la UEFA 2020-21 | Europa            | Fase de grupos   | 5        | 0     |
| Liga de Naciones de la UEFA 2022-23 | Países Bajos      | Subcampeón       | 8        | 3     |
| Total                               | Total             | Total            | 52       | 9     |

## Estadísticas

### Clubes
Actualizado al último partido disputado el 9 de julio de 2025.
| Club                                          | Div.          | Temporada     | Liga  | Liga  | Liga   | Copas nacionales | Copas nacionales | Copas nacionales | Copas internacionales | Copas internacionales | Copas internacionales | Total | Total | Total  |
| Club                                          | Div.          | Temporada     | Part. | Goles | Asist. | Part.            | Goles            | Asist.           | Part.                 | Goles                 | Asist.                | Part. | Goles | Asist. |
| --------------------------------------------- | ------------- | ------------- | ----- | ----- | ------ | ---------------- | ---------------- | ---------------- | --------------------- | --------------------- | --------------------- | ----- | ----- | ------ |
| H. Š. K. Zrinjski Mostar Bosnia y Herzegovina | 1.ª           | 2003-04       | 22    | 8     | 0      | 0                | 0                | 0                | —                     | —                     | —                     | 22    | 8     | 0      |
| H. Š. K. Zrinjski Mostar Bosnia y Herzegovina | Total club    | Total club    | 22    | 8     | 0      | 0                | 0                | 0                | 0                     | 0                     | 0                     | 22    | 8     | 0      |
| N. K. Inter Zaprešić · Croacia                | 1.ª           | 2004-05       | 18    | 4     | 2      | 0                | 0                | 0                | —                     | —                     | —                     | 18    | 4     | 2      |
| N. K. Inter Zaprešić · Croacia                | Total club    | Total club    | 18    | 4     | 2      | 0                | 0                | 0                | 0                     | 0                     | 0                     | 18    | 4     | 2      |
| Dinamo Zagreb · Croacia                       | 1.ª           | 2004-05       | 7     | 0     | 1      | 1                | 0                | 0                | —                     | —                     | —                     | 8     | 0     | 1      |
| Dinamo Zagreb · Croacia                       | 1.ª           | 2005-06       | 32    | 8     | 2      | 1                | 0                | 0                | —                     | —                     | —                     | 33    | 8     | 2      |
| Dinamo Zagreb · Croacia                       | 1.ª           | 2006-07       | 30    | 6     | 10     | 8                | 2                | 0                | 6                     | 0                     | 0                     | 44    | 8     | 10     |
| Dinamo Zagreb · Croacia                       | 1.ª           | 2007-08       | 25    | 13    | 11     | 8                | 1                | 3                | 11                    | 3                     | 0                     | 44    | 17    | 14     |
| Dinamo Zagreb · Croacia                       | Total club    | Total club    | 94    | 27    | 24     | 18               | 3                | 3                | 17                    | 3                     | 0                     | 129   | 33    | 27     |
| Tottenham Hotspur F. C. Inglaterra            | 1.ª           | 2008-09       | 34    | 3     | 6      | 6                | 1                | 0                | 4                     | 1                     | 1                     | 44    | 5     | 7      |
| Tottenham Hotspur F. C. Inglaterra            | 1.ª           | 2009-10       | 25    | 3     | 3      | 7                | 0                | 3                | —                     | —                     | —                     | 32    | 3     | 6      |
| Tottenham Hotspur F. C. Inglaterra            | 1.ª           | 2010-11       | 32    | 3     | 2      | 2                | 0                | 0                | 9                     | 1                     | 1                     | 43    | 4     | 3      |
| Tottenham Hotspur F. C. Inglaterra            | 1.ª           | 2011-12       | 36    | 4     | 4      | 3                | 0                | 1                | 2                     | 1                     | 0                     | 41    | 5     | 5      |
| Tottenham Hotspur F. C. Inglaterra            | Total club    | Total club    | 127   | 13    | 15     | 18               | 1                | 4                | 15                    | 3                     | 2                     | 160   | 17    | 21     |
| Real Madrid C. F. · España                    | 1.ª           | 2012-13       | 33    | 3     | 5      | 9                | 0                | 2                | 11                    | 1                     | 1                     | 53    | 4     | 8      |
| Real Madrid C. F. · España                    | 1.ª           | 2013-14       | 34    | 1     | 6      | 6                | 0                | 0                | 11                    | 1                     | 3                     | 51    | 2     | 9      |
| Real Madrid C. F. · España                    | 1.ª           | 2014-15       | 16    | 1     | 4      | 2                | 0                | 0                | 7                     | 0                     | 1                     | 25    | 1     | 5      |
| Real Madrid C. F. · España                    | 1.ª           | 2015-16       | 32    | 2     | 4      | 0                | 0                | 0                | 12                    | 1                     | 0                     | 44    | 3     | 4      |
| Real Madrid C. F. · España                    | 1.ª           | 2016-17       | 25    | 1     | 2      | 2                | 0                | 1                | 14                    | 0                     | 2                     | 41    | 1     | 5      |
| Real Madrid C. F. · España                    | 1.ª           | 2017-18       | 26    | 1     | 6      | 3                | 0                | 0                | 14                    | 1                     | 2                     | 43    | 2     | 8      |
| Real Madrid C. F. · España                    | 1.ª           | 2018-19       | 34    | 3     | 6      | 3                | 0                | 0                | 9                     | 1                     | 2                     | 46    | 4     | 8      |
| Real Madrid C. F. · España                    | 1.ª           | 2019-20       | 31    | 3     | 8      | 3                | 1                | 0                | 6                     | 1                     | 0                     | 40    | 5     | 8      |
| Real Madrid C. F. · España                    | 1.ª           | 2020-21       | 35    | 5     | 3      | 1                | 0                | 0                | 12                    | 1                     | 3                     | 48    | 6     | 6      |
| Real Madrid C. F. · España                    | 1.ª           | 2021-22       | 28    | 2     | 8      | 4                | 1                | 0                | 13                    | 0                     | 4                     | 45    | 3     | 12     |
| Real Madrid C. F. · España                    | 1.ª           | 2022-23       | 33    | 4     | 3      | 6                | 0                | 2                | 13                    | 2                     | 1                     | 52    | 6     | 6      |
| Real Madrid C. F. · España                    | 1.ª           | 2023-24       | 32    | 2     | 6      | 3                | 0                | 2                | 11                    | 0                     | 0                     | 46    | 2     | 8      |
| Real Madrid C. F. · España                    | 1.ª           | 2024-25       | 35    | 2     | 6      | 6                | 2                | 0                | 22                    | 0                     | 3                     | 63    | 4     | 9      |
| Real Madrid C. F. · España                    | Total club    | Total club    | 394   | 30    | 67     | 48               | 4                | 7                | 155                   | 9                     | 22                    | 597   | 43    | 96     |
| A. C. Milan · Italia                          | 1.ª           | 2025-26       | 0     | 0     | 0      | 0                | 0                | 0                | —                     | —                     | —                     | 0     | 0     | 0      |
| A. C. Milan · Italia                          | Total club    | Total club    | 0     | 0     | 0      | 0                | 0                | 0                | 0                     | 0                     | 0                     | 0     | 0     | 0      |
| Total carrera                                 | Total carrera | Total carrera | 655   | 82    | 108    | 84               | 8                | 14               | 187                   | 15                    | 24                    | 926   | 105   | 146    |
| 1. 2.                                         |               |               |       |       |        |                  |                  |                  |                       |                       |                       |       |       |        |

### Selecciones
Actualizado al último partido jugado el 9 de junio de 2025.
| Selección | Temporada | Amistosos | Amistosos | Amistosos   | Eliminatorias | Eliminatorias | Eliminatorias | Continental | Continental | Continental | Mundial     | Mundial     | Mundial | Total | Total | Total  |
| Selección | Temporada | Part.     | Goles     | Asist.      | Part.         | Goles         | Asist.        | Part.       | Goles       | Asist.      | Part.       | Goles       | Asist.  | Part. | Goles | Asist. |
| Croacia   |           |           |           |             |               |               |               |             |             |             |             |             |         |       |       |        |
| 2006      | 6         | 1         | —         | 4           | 1             | —             | Inexistente   | Inexistente | Inexistente | 2           | —           | —           | 12      | 2     | 0     |        |
| 2007      | 2         | 1         | —         | 8           | —             | 1             | Inexistente   | Inexistente | Inexistente | Inexistente | Inexistente | Inexistente | 10      | 1     | 1     |        |
| 2008      | 4         | —         | 1         | 4           | 2             | 1             | 3             | 1           | 1           | Inexistente | Inexistente | Inexistente | 11      | 3     | 3     |        |
| 2009      | 1         | —         | —         | 2           | 1             | —             | Inexistente   | Inexistente | Inexistente | Inexistente | Inexistente | Inexistente | 3       | 1     | 0     |        |
| 2010      | 5         | —         | 2         | 3           | —             | 1             | Inexistente   | Inexistente | Inexistente | —           | —           | —           | 8       | 0     | 3     |        |
| 2011      | 2         | —         | —         | 7           | 1             | 1             | Inexistente   | Inexistente | Inexistente | Inexistente | Inexistente | Inexistente | 9       | 1     | 1     |        |
| 2012      | 2         | —         | —         | 4           | —             | —             | 3             | —           | —           | Inexistente | Inexistente | Inexistente | 9       | 0     | 0     |        |
| 2013      | 3         | —         | 1         | 7           | —             | —             | Inexistente   | Inexistente | Inexistente | Inexistente | Inexistente | Inexistente | 10      | 0     | 1     |        |
| 2014      | 4         | —         | 1         | 4           | 2             | 1             | Inexistente   | Inexistente | Inexistente | 3           | —           | —           | 11      | 2     | 2     |        |
| 2015      | —         | —         | —         | 4           | —             | 1             | Inexistente   | Inexistente | Inexistente | Inexistente | Inexistente | Inexistente | 4       | 0     | 1     |        |
| 2016      | 3         | —         | 1         | 2           | —             | 2             | 3             | 1           | —           | Inexistente | Inexistente | Inexistente | 8       | 1     | 3     |        |
| 2017      | —         | —         | —         | 8           | 1             | 2             | Inexistente   | Inexistente | Inexistente | Inexistente | Inexistente | Inexistente | 8       | 1     | 2     |        |
| 2018      | 4         | —         | —         | —           | —             | —             | 4             | —           | 1           | 7           | 2           | 1           | 15      | 2     | 2     |        |
| 2019      | 1         | —         | —         | 8           | 2             | 1             | Inexistente   | Inexistente | Inexistente | Inexistente | Inexistente | Inexistente | 9       | 2     | 1     |        |
| 2020      | 2         | —         | —         | —           | —             | —             | 4             | —           | —           | Inexistente | Inexistente | Inexistente | 6       | 0     | 0     |        |
| 2021      | 2         | —         | 1         | 7           | 3             | 2             | 4             | 1           | 1           | Inexistente | Inexistente | Inexistente | 13      | 4     | 4     |        |
| 2022      | 3         | 1         | 1         | Inexistente | Inexistente   | Inexistente   | 6             | 2           | —           | 7           | —           | —           | 16      | 3     | 1     |        |
| 2023      | —         | —         | —         | 8           | —             | —             | 2             | 1           | 1           | Inexistente | Inexistente | Inexistente | 10      | 1     | 1     |        |
| 2024      | 3         | 1         | 2         | —           | —             | —             | 9             | 2           | —           | Inexistente | Inexistente | Inexistente | 12      | 3     | 2     |        |
| 2025      | 0         | 0         | 0         | 2           | 1             | 1             | 2             | —           | —           | Inexistente | Inexistente | Inexistente | 4       | 1     | 1     |        |
| Total     | Total     | 47        | 4         | 10          | 86            | 14            | 14            | 36          | 8           | 4           | 19          | 2           | 1       | 188   | 28    | 29     |
| 1.        |           |           |           |             |               |               |               |             |             |             |             |             |         |       |       |        |

## Palmarés

### Títulos nacionales
| Título             | Club              | País    | Año  |
| ------------------ | ----------------- | ------- | ---- |
| Campeonato de Liga | Dinamo Zagreb     | Croacia | 2006 |
| Supercopa          | Dinamo Zagreb     | Croacia | 2006 |
| Campeonato de Liga | Dinamo Zagreb     | Croacia | 2007 |
| Copa               | Dinamo Zagreb     | Croacia | 2007 |
| Campeonato de Liga | Dinamo Zagreb     | Croacia | 2008 |
| Copa               | Dinamo Zagreb     | Croacia | 2008 |
| Supercopa          | Real Madrid C. F. | España  | 2012 |
| Copa del Rey       | Real Madrid C. F. | España  | 2014 |
| Campeonato de Liga | Real Madrid C. F. | España  | 2017 |
| Supercopa          | Real Madrid C. F. | España  | 2017 |
| Supercopa          | Real Madrid C. F. | España  | 2020 |
| Campeonato de Liga | Real Madrid C. F. | España  | 2020 |
| Supercopa          | Real Madrid C. F. | España  | 2022 |
| Campeonato de Liga | Real Madrid C. F. | España  | 2022 |
| Copa del Rey       | Real Madrid C. F. | España  | 2023 |
| Supercopa          | Real Madrid C. F. | España  | 2024 |
| Campeonato de Liga | Real Madrid C. F. | España  | 2024 |

### Títulos internacionales
| Título                           | Club              | Año  |
| -------------------------------- | ----------------- | ---- |
| Liga de Campeones                | Real Madrid C. F. | 2014 |
| Supercopa de Europa              | Real Madrid C. F. | 2014 |
| Mundial de Clubes                | Real Madrid C. F. | 2014 |
| Liga de Campeones                | Real Madrid C. F. | 2016 |
| Supercopa de Europa              | Real Madrid C. F. | 2016 |
| Mundial de Clubes                | Real Madrid C. F. | 2016 |
| Liga de Campeones                | Real Madrid C. F. | 2017 |
| Supercopa de Europa              | Real Madrid C. F. | 2017 |
| Mundial de Clubes                | Real Madrid C. F. | 2017 |
| Liga de Campeones                | Real Madrid C. F. | 2018 |
| Mundial de Clubes                | Real Madrid C. F. | 2018 |
| Liga de Campeones                | Real Madrid C. F. | 2022 |
| Supercopa de Europa              | Real Madrid C. F. | 2022 |
| Mundial de Clubes                | Real Madrid C. F. | 2022 |
| Liga de Campeones                | Real Madrid C. F. | 2024 |
| Supercopa de Europa              | Real Madrid C. F. | 2024 |
| Copa Intercontinental de la FIFA | Real Madrid C. F. | 2024 |

### Distinciones individuales

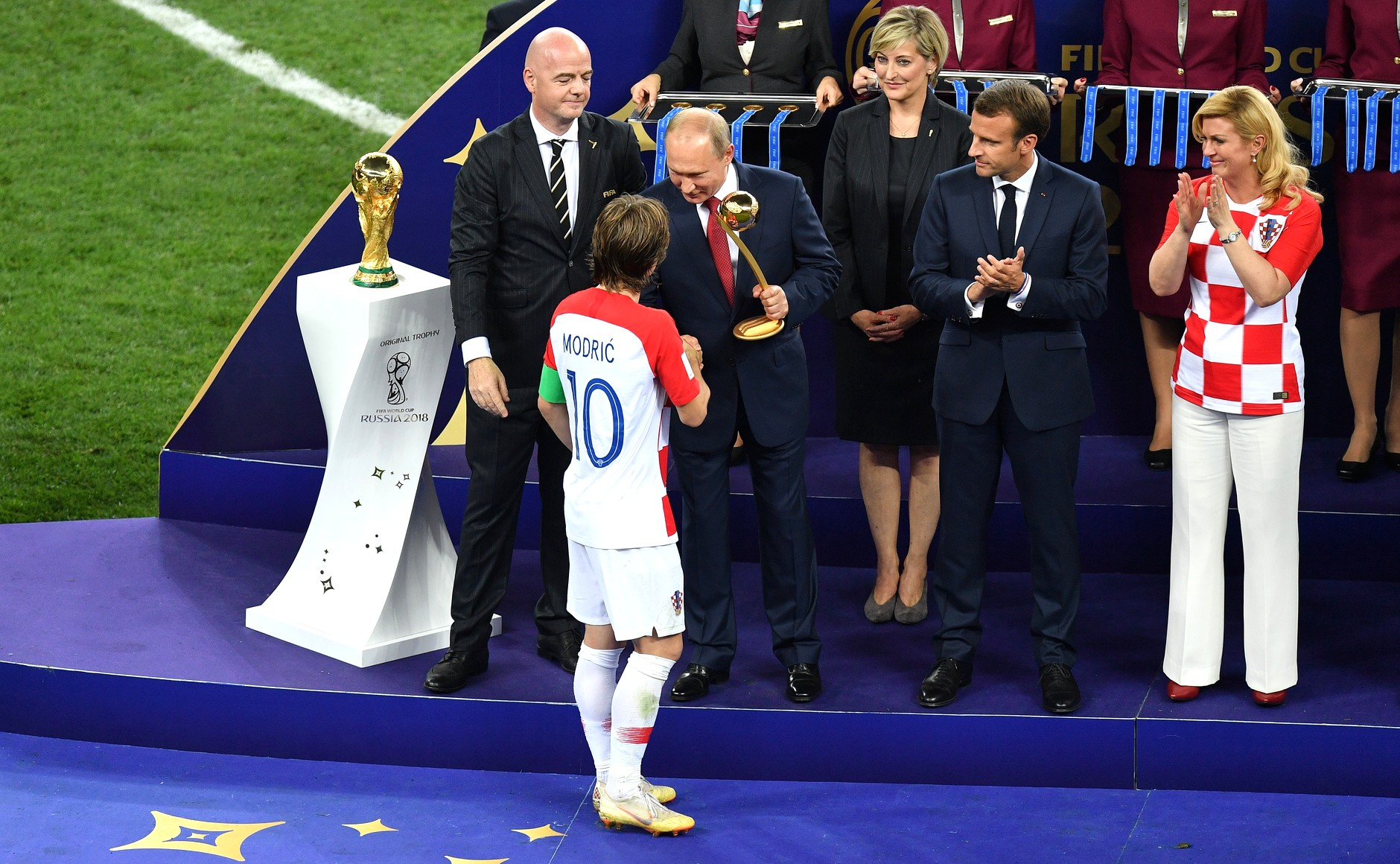
Modrić recibe el premio al mejor jugador del Mundial de Rusia 2018 a manos del presidente Vladímir Putin.

| Distinción                                                       | Año                                                        |
| ---------------------------------------------------------------- | ---------------------------------------------------------- |
| Futbolista Croata Revelación del Año                             | 2004                                                       |
| Futbolista Croata del Año                                        | 2007, 2008, 2011, 2014, 2016, 2017, 2018, 2019, 2020, 2021 |
| Mejor Futbolista de la Prva HNL                                  | 2007                                                       |
| Premio camisa amarilla de la Prva HNL                            | 2008                                                       |
| Nominado al FIFA/FIFPro World XI                                 | 2012, 2014                                                 |
| Mejor Centrocampista de La Liga                                  | 2014, 2016, 2017                                           |
| Equipo Ideal de la Liga de Campeones                             | 2014, 2016, 2017, 2018, 2022                               |
| XI Mundial FIFA/FIFPro                                           | 2015, 2016, 2017, 2018, 2019                               |
| Equipo del año de la UEFA                                        | 2016, 2017, 2018                                           |
| XI Ideal de La Liga                                              | 2016                                                       |
| Balón de Plata de la Copa Mundial de Clubes                      | 2016                                                       |
| Mejor Centrocampista del Año de la UEFA                          | 2016-17, 2017-18                                           |
| Mejor Centrocampista del Mundo según ESPN                        | 2016, 2017, 2018                                           |
| Balón de Oro de la Copa Mundial de Clubes                        | 2017                                                       |
| Equipo del Año de la IFFHS                                       | 2017, 2018                                                 |
| MVP contra Nigeria en la Copa Mundial                            | 2018                                                       |
| MVP contra Argentina en la Copa Mundial                          | 2018                                                       |
| MVP contra Rusia en la Copa Mundial.                             | 2018                                                       |
| Balón de Oro de la Copa Mundial de 2018                          | 2018                                                       |
| Equipo de las Estrellas de la Copa Mundial                       | 2018                                                       |
| Premio UEFA al Mejor Jugador en Europa                           | 2018                                                       |
| Mejor Centrocampista del Mundo según FourFourTwo                 | 2018                                                       |
| Premio The Best FIFA                                             | 2018                                                       |
| Mejor Constructor de Juego del Mundo (IFFHS)                     | 2018                                                       |
| Balón de Oro                                                     | 2018                                                       |
| Premio World Soccer al mejor jugador del mundo                   | 2018                                                       |
| Premio Golden Foot                                               | 2019                                                       |
| Incluido en el once ideal de la década por France Football       | 2019                                                       |
| Mejor Jugador de la Final de la Supercopa de España              | 2022                                                       |
| Balón de Bronce de la Copa Mundial de 2022                       | 2022                                                       |
| Parte de los 100 mejores jugadores del mundo, según The Guardian | 2022                                                       |

### Condecoraciones
| Distinción               | Año  |
| ------------------------ | ---- |
| Orden del Duque Branimir | 2018 |

## Vida personal
Modrić se casó con Vanja Bosnić en mayo de 2010 en la capital croata, Zagreb, en una ceremonia privada después de cuatro años de noviazgo, y un año después por la Iglesia católica. Tienen tres hijos. Modrić es primo del futbolista australiano Mark Viduka, y el padrino del hijo de Mateo Kovačić, Ivan. Modrić generalmente mantiene un perfil bajo fuera del fútbol.
A finales de 2019, Modrić publicó su autobiografía Moja igra (Mi juego), coescrita por el destacado periodista deportivo croata-italiano Robert Matteoni. En la autobiografía se hizo especial hincapié en la infancia de Modrić, su crecimiento en condiciones de guerra y el desarrollo de su carrera futbolística, siendo los temas fundamentales el fútbol, la familia y los amigos.
Producida por Fulwell 73, la FIFA estrenó Capitanes en 2022, una docuserie deportiva de ocho episodios que sigue a seis capitanes de selecciones nacionales en sus respectivas campañas de clasificación para la Copa Mundial de Fútbol de 2022. Modrić, representante de Croacia, protagonizó la primera temporada junto a otros cinco futbolistas internacionales. Fue estrenada por Netflix y también se emitió en la plataforma de streaming de la FIFA, FIFA+.

### Cuestiones legales
En marzo de 2018, en un juicio por malversación de fondos y evasión fiscal contra el exejecutivo del Dinamo Zagreb, Zdravko Mamić, Modrić fue citado como testigo. A lo largo de mediados y finales de la década de 2000, Modrić firmó múltiples contratos con Mamić para jugar en el Dinamo Zagreb. Modrić anexó la mayor parte de su tarifa de fichaje del Tottenham Hotspur F. C. a Mamić porque fue el intermediario del fichaje y le dio a Modrić respaldo financiero al principio de su carrera. A pesar de afirmar en 2017 que firmó la cláusula anexa del contrato diez años antes, en su testimonio afirmó que lo firmó en 2004, el año de su primer contrato. Modrić fue acusado de perjurio por afirmar que había anexado su tarifa en una fecha anterior a la que supuestamente lo había hecho. Ante el juez, dijo: "Vine aquí para exponer mi defensa y decir la verdad, como siempre hasta ahora. Mi conciencia está tranquila". La Federación Croata de Fútbol apoyó a Modrić, pero una parte del público croata, frustrada por la corrupción en el fútbol croata, percibió el supuesto perjurio como una defensa de Mamić y se volvió crítico con Modrić. Algunos medios de comunicación internacionales lo elogiaron por lidiar con el estrés de su situación legal mientras actuaba con el equipo croata en la Copa Mundial de Fútbol de 2018. En octubre y diciembre de 2018, los tribunales croatas rechazaron el cargo de perjurio.

### Relación con el Swansea City
En abril de 2025, Modrić, a sus 39 años y aún bajo contrato con el Real Madrid, se convirtió en accionista minoritario y copropietario del Swansea City, club que milita en la EFL Championship (segunda división inglesa).
Según comunicados oficiales del Swansea y medios como BBC Sport, The Guardian y La Nación, Modrić se unió a un consorcio formado por Andy Coleman, Brett Cravatt, Nigel Morris y Jason Cohen, que en noviembre de 2024 había adquirido las acciones de los anteriores maximistas Jason Levien y Steve Kaplan.
En sus primeras declaraciones tras entrar al accionariado, Modrić afirmó:

Es una oportunidad emocionante. Swansea tiene una identidad fuerte, una afición increíble y la ambición de competir al más alto nivel. Jugando al más alto nivel, creo que puedo aportar mi experiencia al club. Mi objetivo es apoyar el crecimiento del club de una manera positiva y ayudar a construir un futuro emocionante.

A pesar de mantenerse activo en el Real Madrid hasta la finalización de su contrato en junio, Modrić irrumpió en la gestión directa del Swansea con la intención de convertirse en un copropietario influyente, especialmente durante una etapa financiera delicada para el club —que registró pérdidas superiores a £15 – 21 millones libras—.